# Mangelia costata
Mangelia costata é uma espécie de gastrópode do gênero Mangelia, pertencente a família Mangeliidae.